# 弯翅刀翅蜂鸟
，是雨燕目蜂鸟科的一种鸟类。
弯翅刀翅蜂鸟体重约6克，翼长约63毫米，嘴峰长约29毫米，喙宽度约2.6毫米，喙厚度约2.5毫米，跗蹠长约6.1毫米，尾长约47.5毫米。弯翅刀翅蜂鸟在其分布区内为留鸟，其栖息在密集的高大树木组成的森林中，食性为草食性，主要食物来源是植物的花蜜。
弯翅刀翅蜂鸟分布于墨西哥南部，该物种是单型物种，没有亚种分化。